# Мвафулирва, Рассел
Рассел Мвафулирва (англ. Russell Mwafulirwa; род. 24 февраля 1983, Зомба, Малави) — малавийский футболист, нападающий.

## Биография
Профессиональную карьеру начинал в клубе «Сильвер Страйкерс». В 2003 году переехал в ЮАР, где играл за «Джомо Космос». С 2006 по 2008 года выступал за столичный «Аякс». Летом 2008 года перебрался в Европу, где играл за шведские клубы «Норрчёпинг» и «Слейпнер». В марте 2016 года подписал однолетний контракт с клубом Университета Мзузу.
Дебютировал Рассел за национальную сборную Малави в 2002 году. Был включён в состав сборной на Кубок африканских наций 2010 в Анголе, где сумел отличиться двумя забитыми голами (по одному в ворота Алжира и Мали). За 11 лет в сборной Мвафулирва принял участие в 41 матче и забил 9 голов.